# Dolní náměstí
Het Dolní náměstí (Nederlands: Benedenplein en Duits: Niederring) is een plein in het stadsdeel Olomouc-město in de Moravische stad Olomouc in Tsjechië. Het plein vormt samen met het aangrenzende Horní náměstí (Bovenplein) het natuurlijke centrum van de stad.

## Geschiedenis
Het Dolní náměstí is in de 13e eeuw ontstaan. Op de plek waar het plein ligt lag de (handels)route naar Brno en Zuid-Moravië. Het Dolní náměstí werd al snel een belangrijk centrum voor handel en geregeld werden hier markten gehouden.
De naam Dolní náměstí wordt al sinds de middeleeuwen gebruikt. Ten tijde van de Eerste Tsjecho-Slowaakse Republiek droeg het plein de naam Wilsonovo náměstí (Wilsonplein) ter ere van de Amerikaanse prezident Woodrow Wilson. Tijdens de Duitse bezetting van Tsjechië veranderde de naam in náměstí Hermanna Göringa (Herman Göringplein). Na de tweede wereldoorlog kreeg het plein de naam Náměstí Rudé Armády (Plein van het Rode Leger). Na de Fluwelen Revolutie kreeg het plein de naam Dolní náměstí terug.
Tijdens een reconstructie van het plein in 2012 is ook archeologisch onderzoek uitgevoerd, waarbij de locatie van de voormalige Kaple svaté Markéty (Sint-Margaretakapel) is teruggevonden.

## Bezienswaardigheden
Op het plein bevinden zich de barokke Mariazuil, Neptunusfontein en Jupiterfontein. Aan het plein zijn onder andere het Hauenschildpaleis en de kerk Zvěstování Páně gelegen.

## Fotogalerij

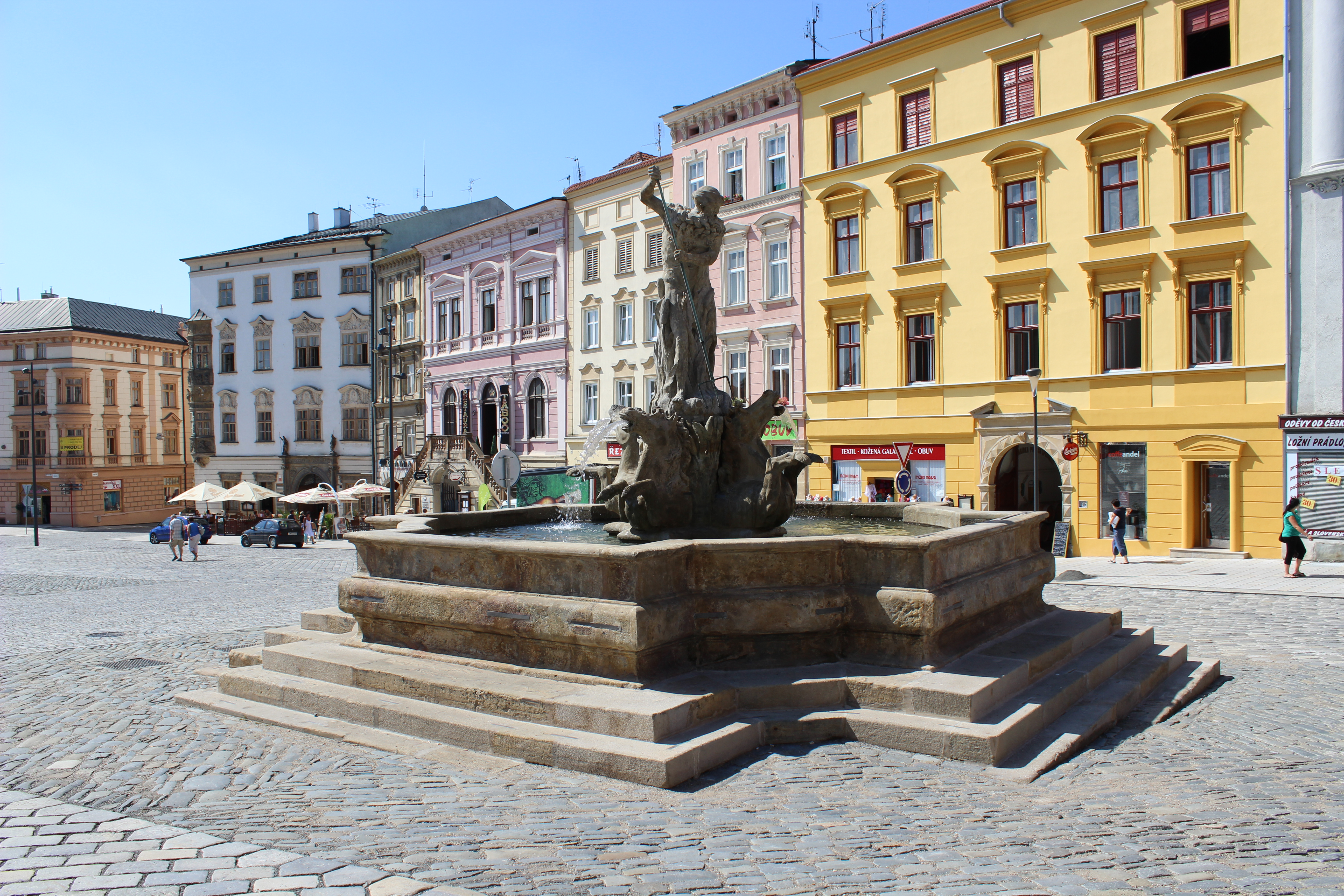
De Neptunusfontein
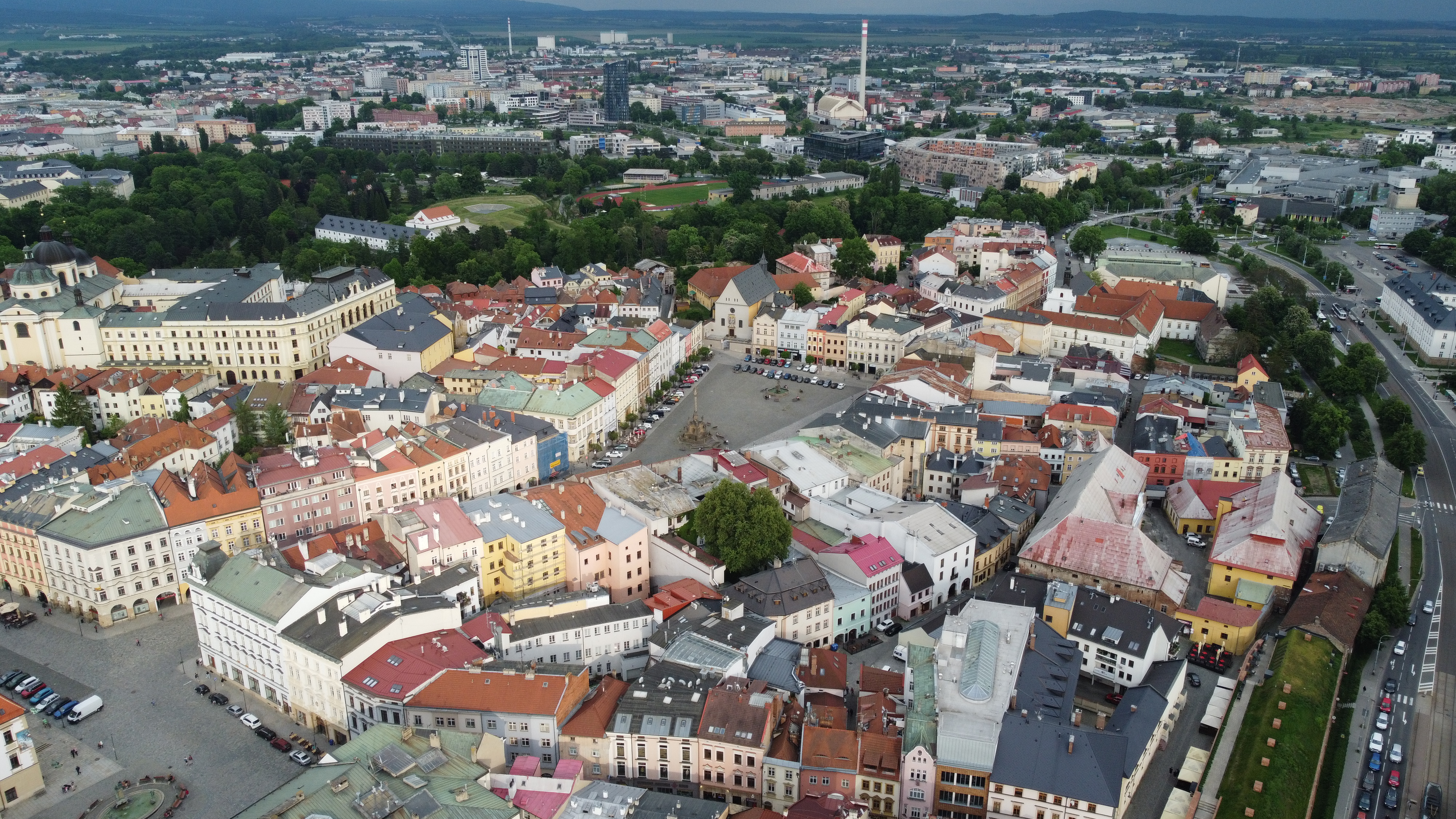
Een luchtfoto van het Dolní náměstí
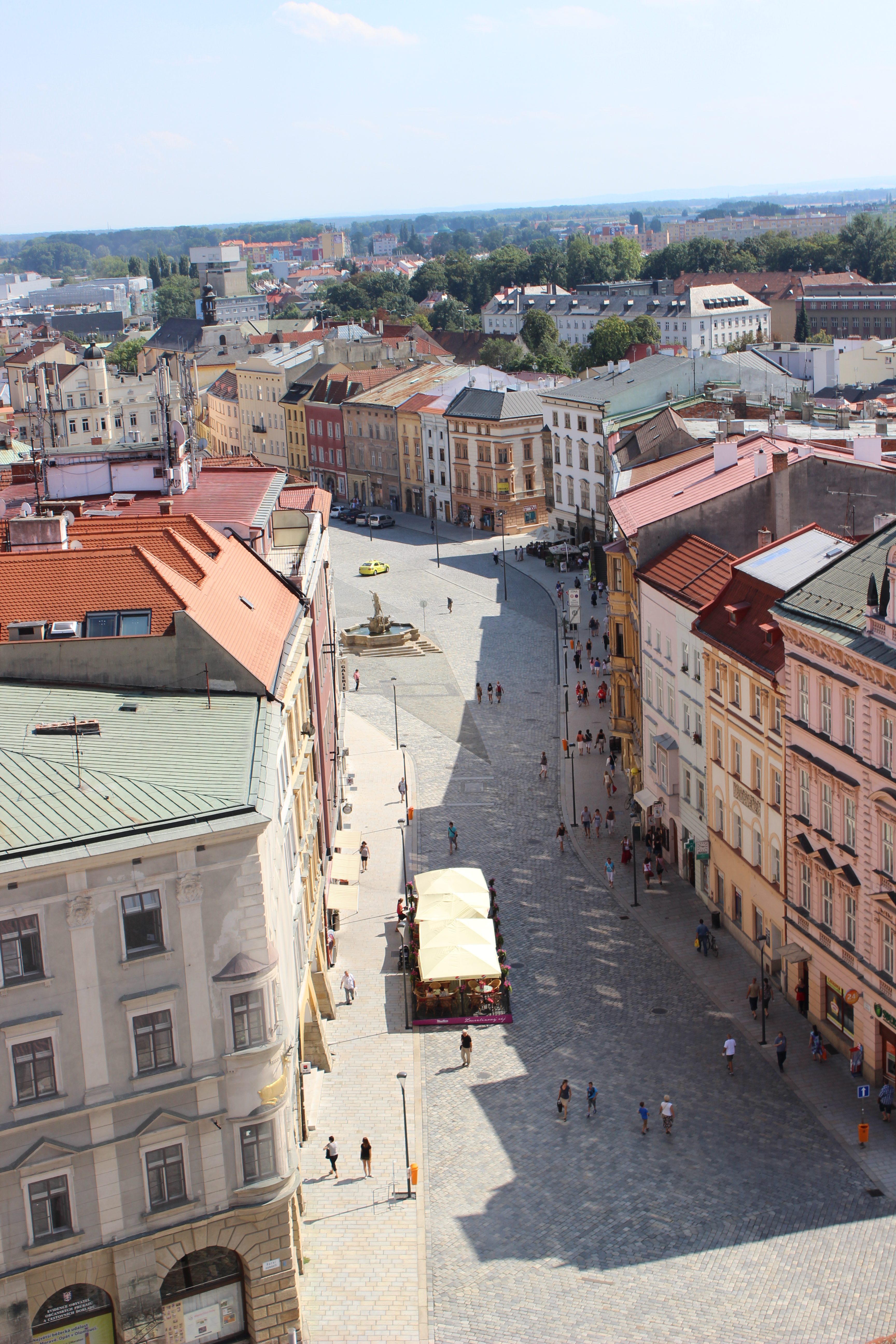
Het Dolní náměstí gezien vanaf het Raadhuis van Olomouc
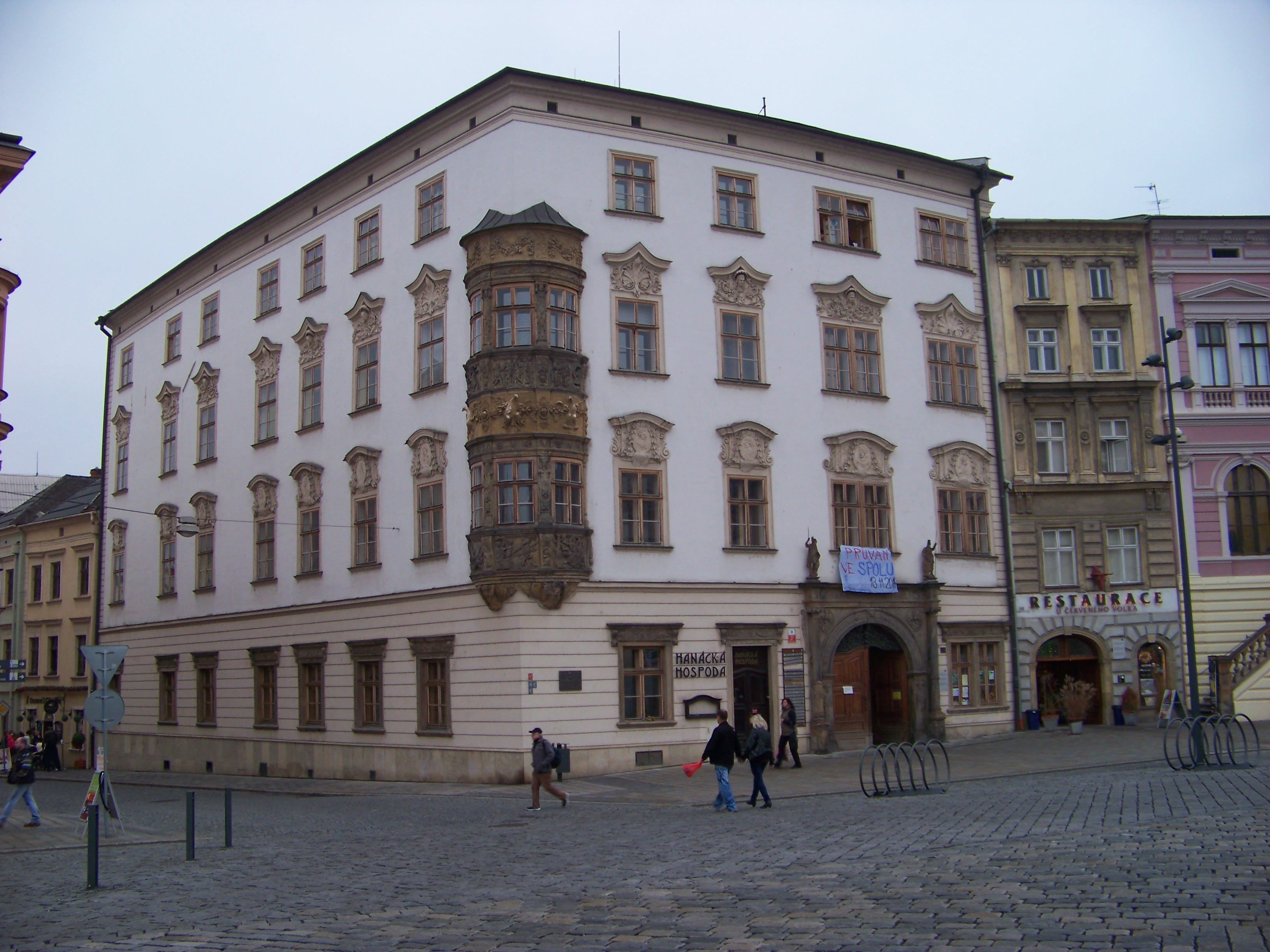
Het paleis Hauenschildův palác
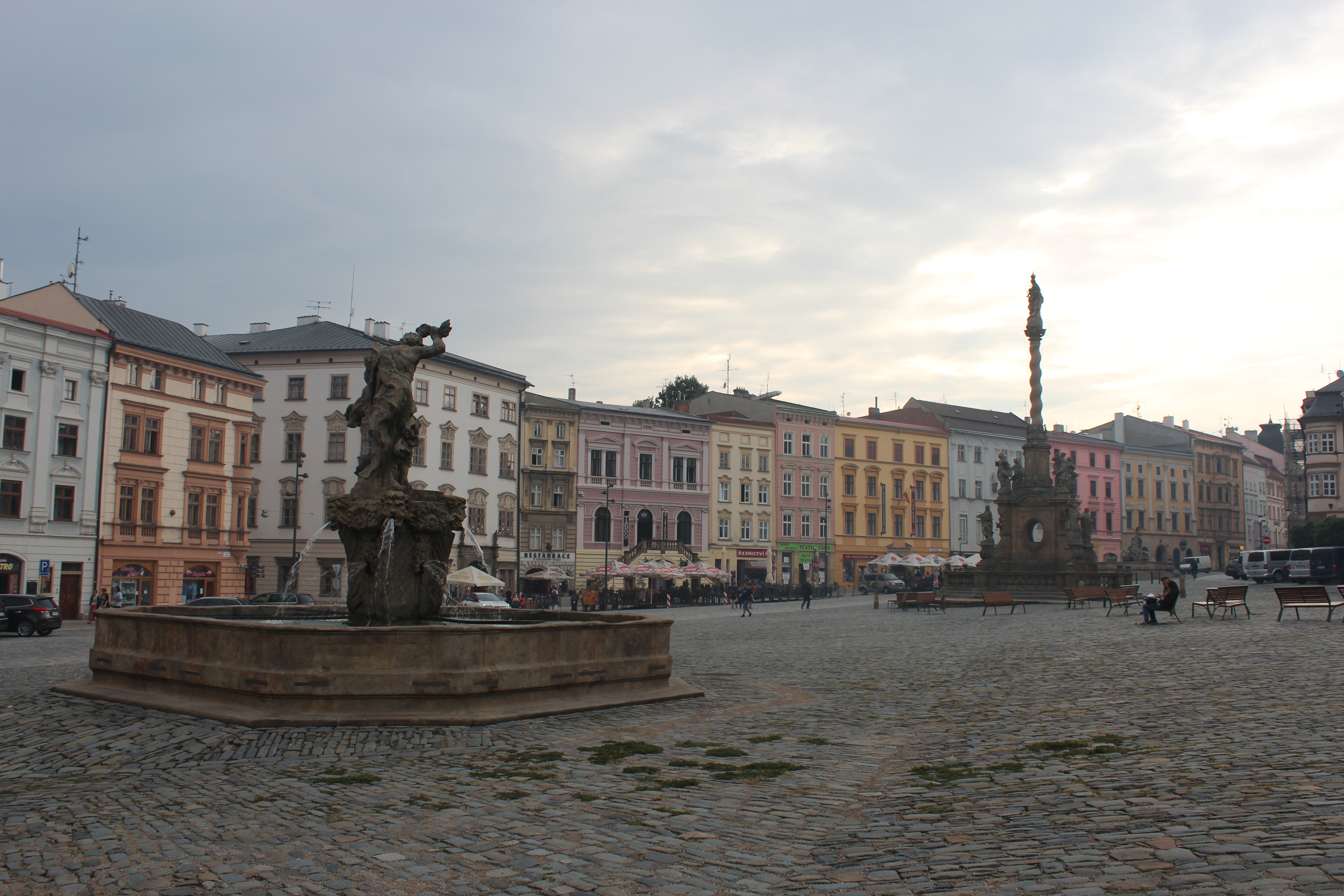
Het Dolní náměstí gezien vanuit het oosten
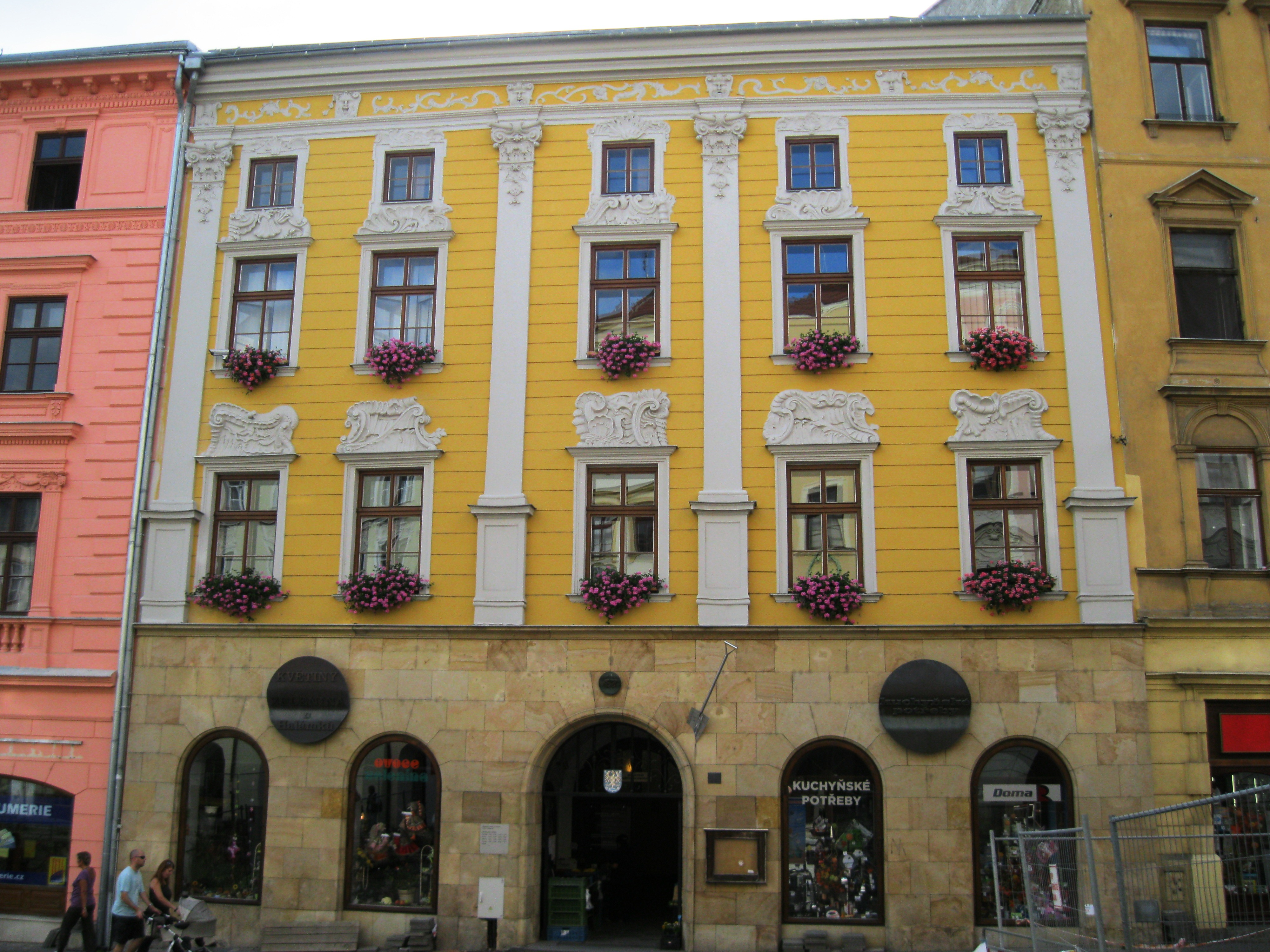
Het huis U stříbrného rýče
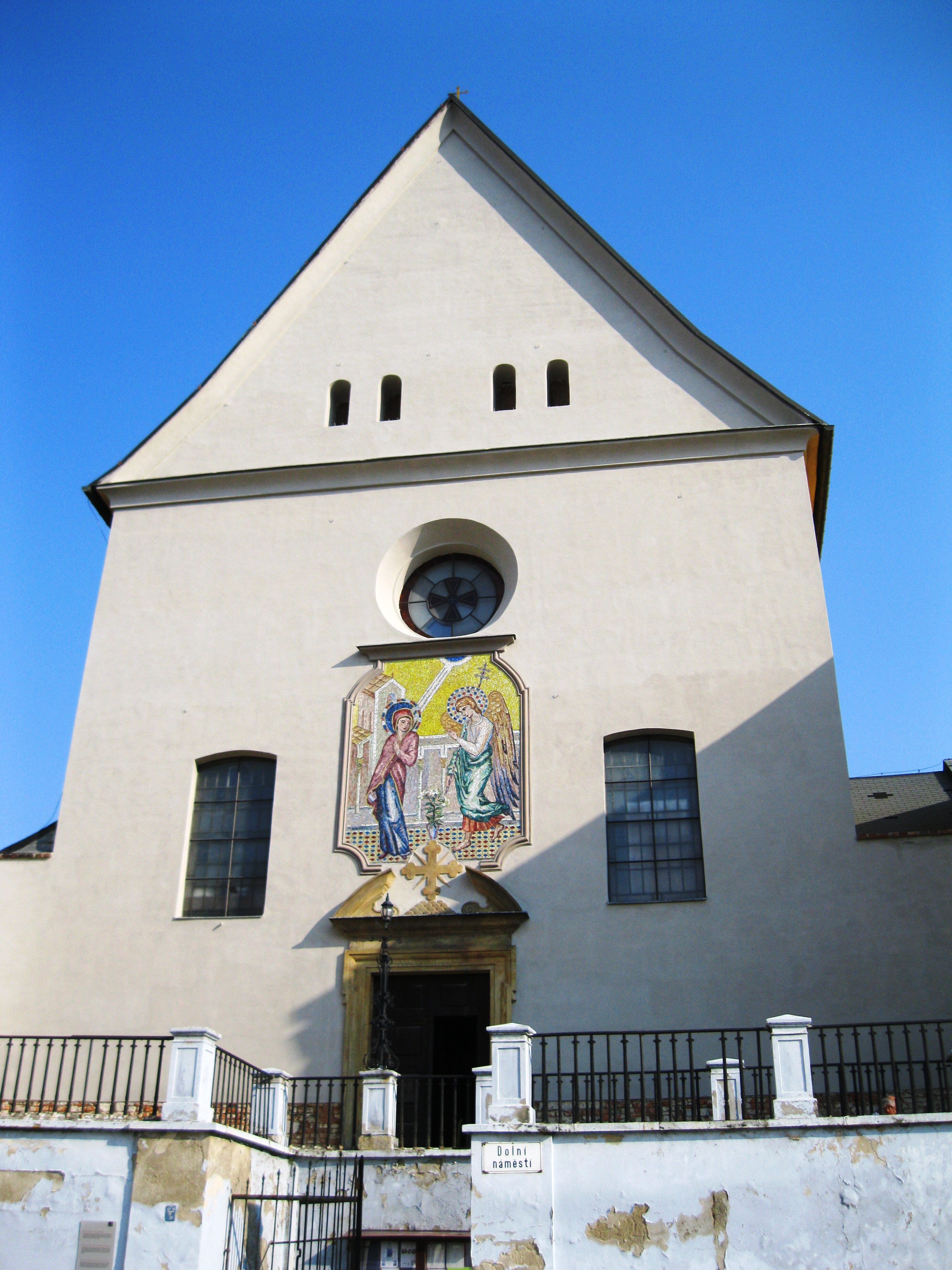
De kerk Zvěstování Páně
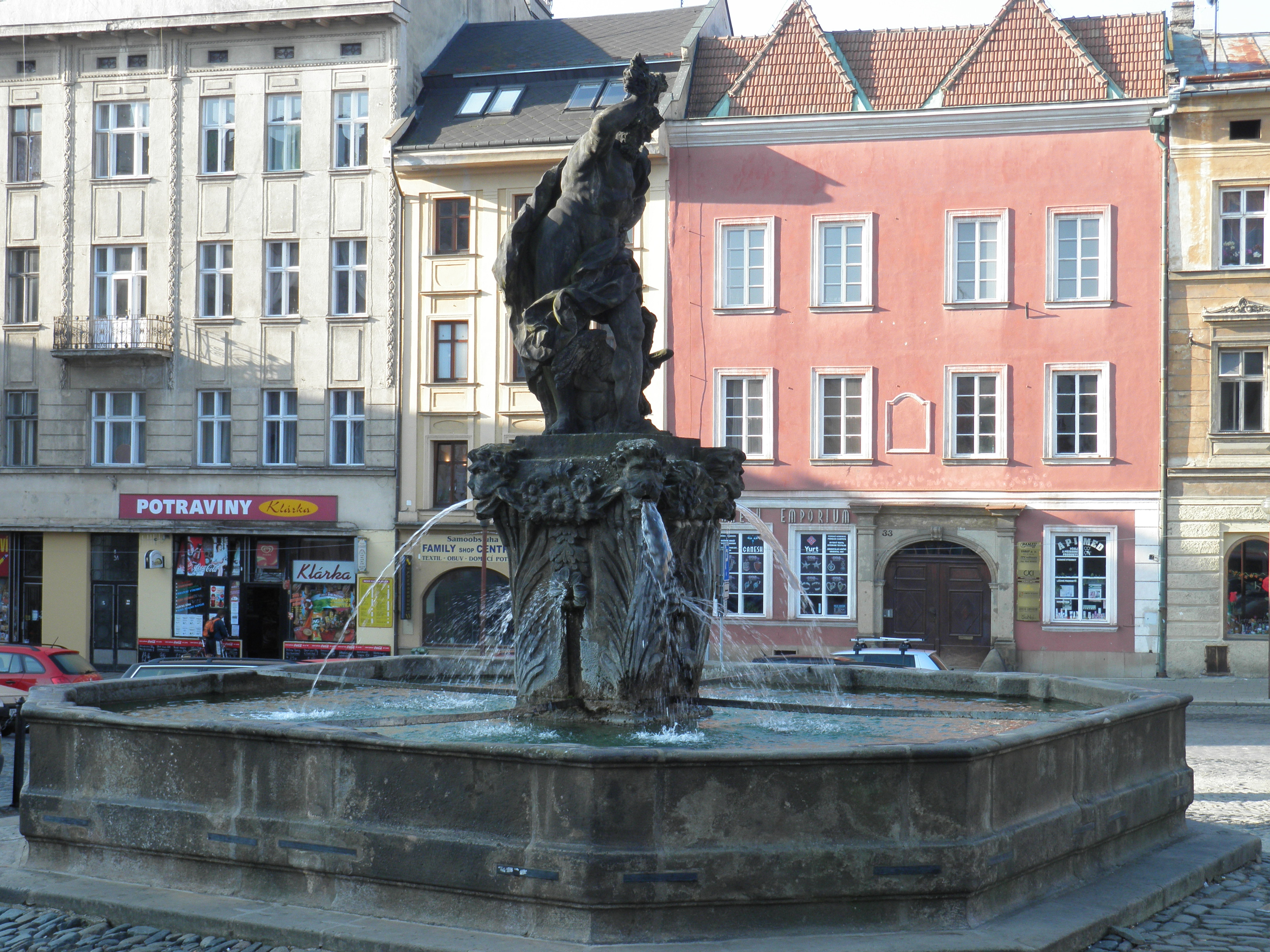
De Jupiterfontein
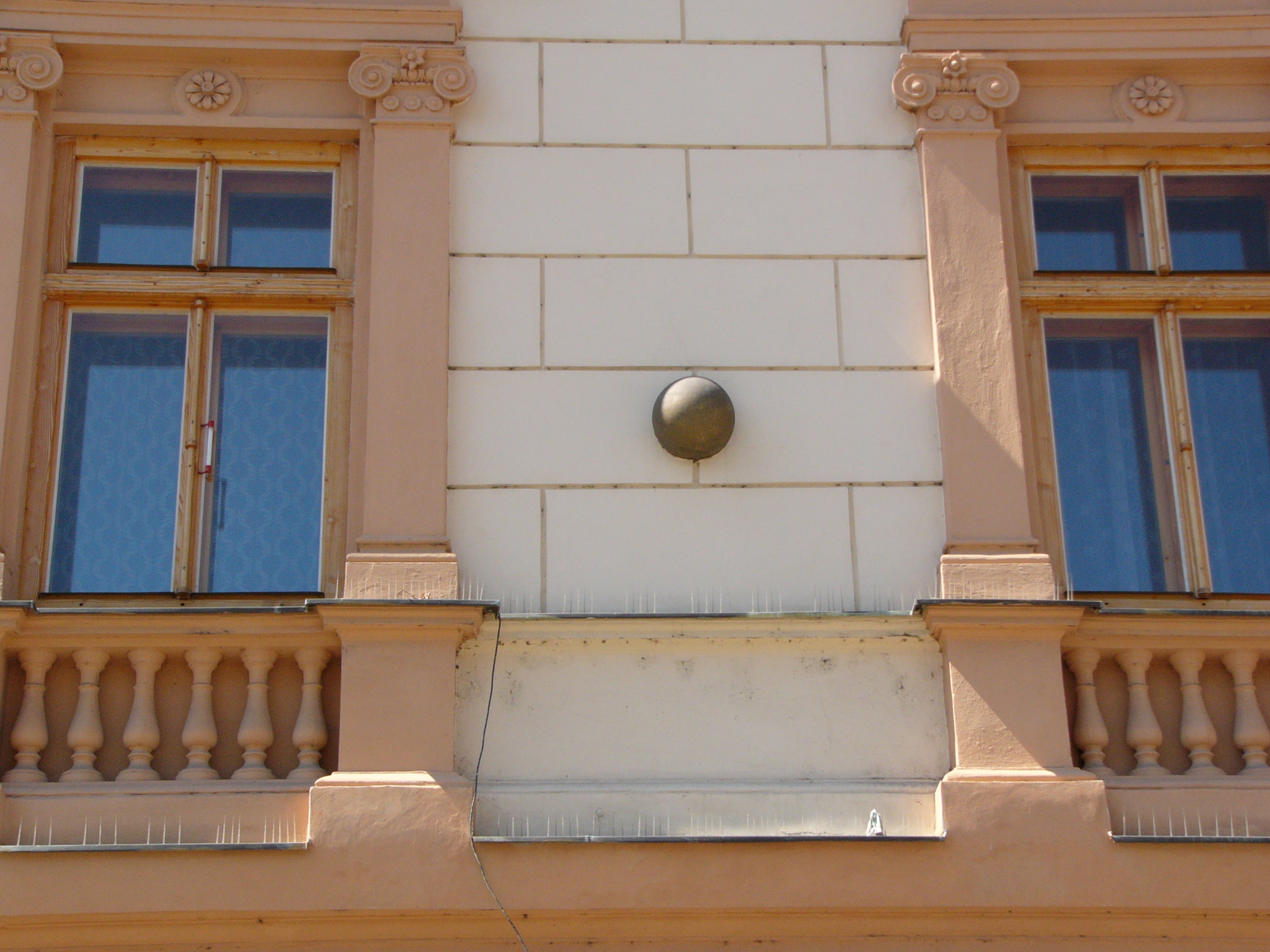
Een kanonskogel aan de gevel van huis nr. 37 ter herinnering aan het Beleg van Olomouc
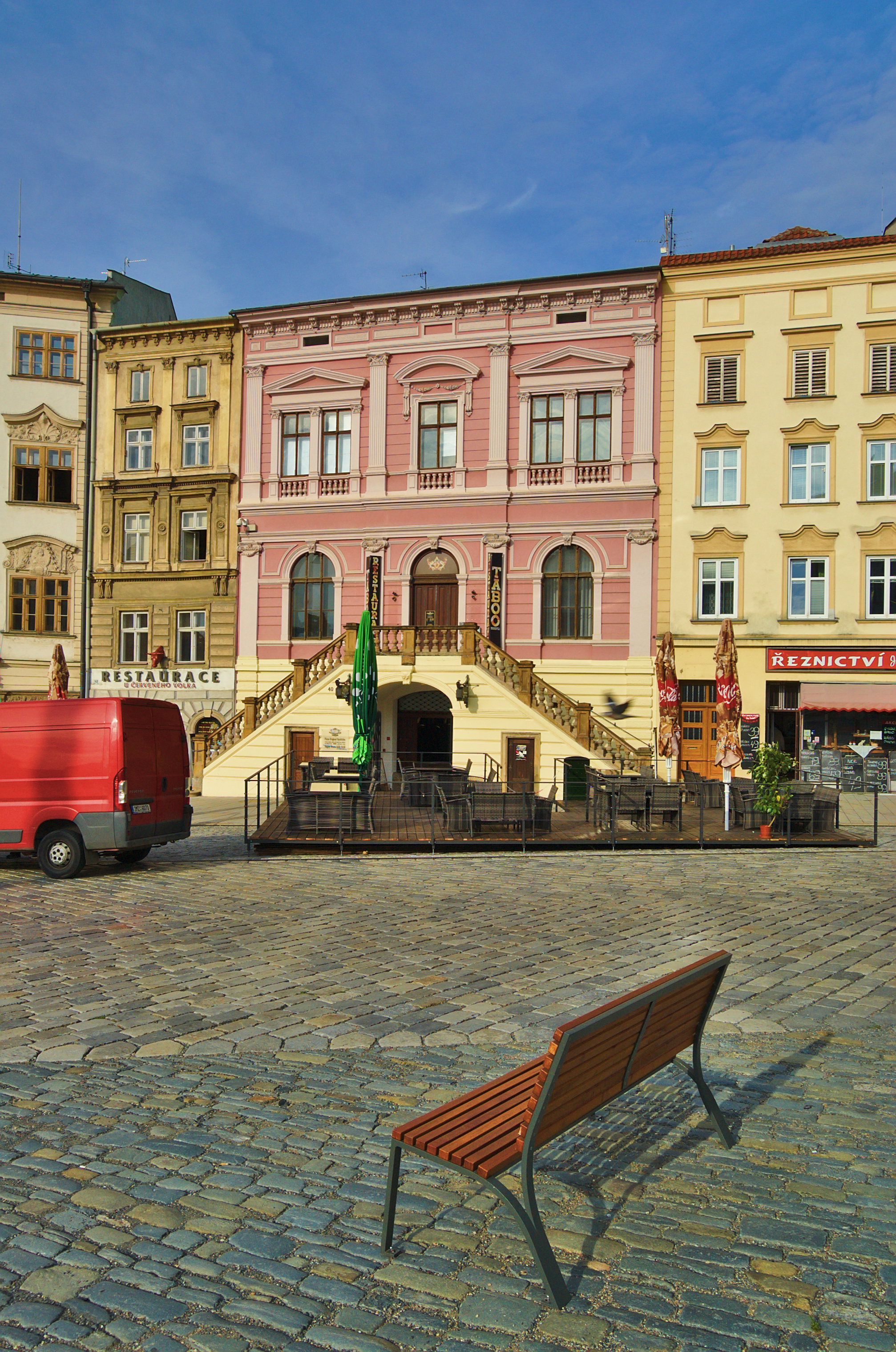
Het gebouw Masné krámy

## Trivia
In tegenstelling tot wat de naam, Dolní náměstí (Benedenplein), doet vermoeden ligt het plein, met het hoogste punt 220 meter boven zeeniveau, hoger dan het Horní náměstí (Bovenplein), met het hoogste punt op 217 meter boven zeeniveau.